# جيلمار دا سيلفا ريبيرو
جيلمار دا سيلفا، لاعب كرة قدم برازيلي .

## مسيرة اللاعب
لعب في عدة أندية برازيلية و احترف في الدوري المالطي و احترف في السعوية في نادي الرائد ونادي الخليج و احترف في السعودية في نادي حتا ونادي الحمرية ونادي دبا الحصن.

## وصلات خارجية
جيلمار دا سيلفا